# Guram Panjikidze
Guram Panjikidze (en georgiano გურამ ფანჯიკიძე; Tiflis, 9 de marzo de 1944 - Tiflis, 1997) fue un novelista, periodista y editor georgiano.

## Biografía
Guram Panjikidze se graduó de la Universidad Técnica de Georgia en 1956 y poco después comenzó a trabajar en la planta metalúrgica de Rustavi. Su trabajo en el sector metalúrgico jugó un importante papel en su escritura, que se remonta a la década de 1950. Además de novelista, Panjikidze fue periodista, siendo autor de numerosos artículos de divulgación científica. Entre 1974 y 1977 años trabajó como editor jefe de las revistas literarias Tsiskari y Gantiadi. Se han filmado varias películas basadas en sus novelas, entre ellas Levan Khidasheli, Gema preciosa y Espiral.

## Obra
En 1964 se publicaron los primeros relatos de Guram Panjikidze —Atardecer, Rashida y Un día de nieve—, a los que siguió su primera novela, El séptimo cielo, que apareció en la revista Tsiskari y que inmediatamente obtuvo un amplio éxito en su país.
Le siguieron las novelas La gema preciosa y El año del sol activo (აქტიური მზის წელიწადი), obra que alcanzaría el premio estatal Shota Rustaveli en 1979. En 1985 se publicó otra de sus novelas más aclamadas, Espiral (სპირალი), que trata un tema tan controvertido como la implantación cerebral, cuando el cerebro de un profesor moribundo se implanta en una persona joven, que resulta ser un criminal.
La novela se convirtió en el libro más vendido de los 80 y a día de hoy sigue siendo una obra esencial en la ciencia ficción georgiana.
De muy distinta índole es su novela La rueda del diablo (ეშმაკის ბორბალი, 1994), que narra la historia de Archil Gordeli, cuya familia fue víctima de las represiones soviéticas.
La principal característica de los textos de Panjikidze es su estilo seco, tecnocrático y lacónico, que coincide y describe el mundo de unos personajes alienados con profesiones técnicas que generalmente viven en grandes ciudades.
En la actualidad sigue siendo uno de los autores georgianos más reconocidos y su legado literario es constantemente reeditado.